# M. Norton Wise
Pour les articles homonymes, voir Wise.
Matthew Norton Wise (né le 2 avril 1940 à Tacoma, dans l'État de Washington) est un historien des sciences américain, professeur d'histoire des sciences à l'UCLA. Il est également co-directeur du Centre UCLA pour la société et la génétique. Il a notamment attaqué le livre Higher Superstition de Gross et Levitt dans lequel ils perçoivent l'obstruction de la science par la gauche universitaire. 

## Formation
Après un B.Sc. en physique obtenu à la Pacific Lutheran University (en) en 1962, Wise obtient ensuite deux doctorats : un doctorat en physique nucléaire expérimentale de l'Université d'État de Washington en 1968, et un doctorat en histoire des sciences de l'Université de Princeton en 1977. 

## Carrière
Wise est professeur de physique à l'Université d'Auburn et à l'Université d'État de l'Oregon avant de devenir professeur d'histoire à UCLA, puis, de 1991 à 2000, à Princeton, avant de retourner à UCLA, où il reste. 
Au quatrième trimestre de l’année académique 2004/2005, il a enseigné à l’Université d'Utrecht et a passé une grande partie de son temps à la Société Max-Planck de Berlin . 

## Prix et distinctions
Il est récipiendaire du prix Berthold Leibinger Berlin et il est membre de l'Académie américaine de Berlin (en) depuis le printemps 2012.
En 1990, il reçoit conjointement avec Crosbie Smith le prix Pfizer pour leur ouvrage Energy and Empire: A Biographical Study of Lord Kelvin (Cambridge: Cambridge University Press, 1989),,,,.

## Publications
- (en) M. Norton Wise, The Values of Precision, Princeton University Press, mars 1997, 372 p. (ISBN 0-691-01601-1, lire en ligne)
- avec Crosbie Smith Energy and Empire: A Biographical Study of Lord Kelvin (Cambridge: Cambridge University Press, 1989).